# Nahuel Menéndez
Nahuel Raúl Menéndez (Munro, provincia de Buenos Aires, Argentina; 5 de marzo de 1994) es un futbolista argentino. Juega de defensa lateral o mediocampista interior y su equipo actual es UAI Urquiza que disputa la Primera B Metropolitana de Argentina.

## Trayectoria

### Inicios
Menéndez comenzó su carrera en Chacarita Juniors, aunque no llegó a debutar en sus primeros años. El futbolista estuvo en la institución entre 2010 y 2012.

### Sevilla Atlético
En 2012, Nahuel y su hermano Jonathan, viajan hacia el Sevilla Atlético, filial del Sevilla, donde fueron comprados por 250 mil euros. Nahuel debutó el 17 de febrero de 2013 en la victoria por 1-0 sobre el San Roque de Lepe, ingresando a falta de 11 minutos para finalizar el encuentro por Jairo Morillas.
En la temporada 2013-14, el defensor tuvo una participación destacada, ya que disputó 29 encuentros de los 38 del campeonato.

### Vuelta a Chacarita Juniors
En 2015, los gemelos Menéndez regresaron a Chacarita Juniors. Nahuel debutó con la camiseta del Funebrero el 2 de abril en la victoria por 1-0 contra Atlas, en la fase preliminar metropolitana de la Copa Argentina y Nahuel Menéndez fue titular.
Su primer gol profesional ocurrió un año después, el 18 de junio, cuando el equipo bonaerense empató 1-1 contra Talleres de Córdoba. Ya en la temporada 2016-17, Chacarita Juniors consiguió el ascenso a la máxima categoría, ascendiendo como escolta del campeón, Argentinos Juniors. Menéndez jugó 34 de los 44 encuentros en la segunda categoría del fútbol argentino.
En Primera División, el defensor disputó 21 partidos y convirtió dos goles. El primero frente a River Plate en el Monumental, mientras que el segundo fue contra Estudiantes de La Plata.

### San Martín de Tucumán
A comienzos de 2019, Menéndez se transformó en nuevo jugador de San Martín de Tucumán. Sin embargo, el futbolista nacido en Munro apenas disputó un solo encuentro durante su estadía en San Miguel de Tucumán, frente a Belgrano.

### Agropecuario
Mientras el fútbol paró debido a la pandemia de COVID-19, Menéndez se convirtió en refuerzo de Agropecuario, militante de la Primera Nacional. Debutó en el Sojero el 13 de diciembre de 2020 en la victoria por 2-3 ante Atlanta, donde Nahuel Menéndez ingresó a los 28 minutos del segundo tiempo por Alejo Montero.

## Estadísticas

### Clubes
- Actualizado hasta el 1 de noviembre de 2021.

| Chacarita Juniors Argentina | 2.ª                 | 2010-11             | 0   | 0 | - | - | - | - | 0   | 0 | 0,00 |
| Chacarita Juniors Argentina | 2.ª                 | 2011-12             | 0   | 0 | 0 | 0 | - | - | 0   | 0 | 0,00 |
| Chacarita Juniors Argentina | 2.ª                 | 2015                | 10  | 0 | 4 | 0 | - | - | 14  | 0 | 0,00 |
| Chacarita Juniors Argentina | 2.ª                 | 2016                | 12  | 1 | 0 | 0 | - | - | 12  | 1 | 0,08 |
| Chacarita Juniors Argentina | 2.ª                 | 2016-17             | 34  | 1 | 0 | 0 | - | - | 34  | 1 | 0,02 |
| Chacarita Juniors Argentina | 1.ª                 | 2017-18             | 21  | 2 | 1 | 0 | - | - | 22  | 2 | 0,09 |
| Chacarita Juniors Argentina | 2.ª                 | 2018-19             | 11  | 0 | 0 | 0 | - | - | 11  | 0 | 0,00 |
| Chacarita Juniors Argentina | Total club          | Total club          | 88  | 4 | 5 | 0 | - | - | 93  | 4 | 0,04 |
| Sevilla Atlético · España | 3.ª                 | 2012-13             | 7   | 0 | - | - | - | - | 7   | 0 | 0,00 |
| Sevilla Atlético · España | 3.ª                 | 2013-14             | 29  | 0 | - | - | - | - | 29  | 0 | 0,00 |
| Sevilla Atlético · España | 3.ª                 | 2014-15             | 1   | 0 | - | - | - | - | 1   | 0 | 0,00 |
| Sevilla Atlético · España | Total club          | Total club          | 37  | 0 | - | - | - | - | 37  | 0 | 0,00 |
| San Martín (T) Argentina | 1.ª                 | 2018-19             | 1   | 0 | 0 | 0 | - | - | 1   | 0 | 0,00 |
| San Martín (T) Argentina | 2.ª                 | 2019-20             | 0   | 0 | 0 | 0 | - | - | 0   | 0 | 0,00 |
| San Martín (T) Argentina | Total club          | Total club          | 1   | 0 | 0 | 0 | - | - | 1   | 0 | 0,00 |
| Agropecuario Argentina | 2.ª                 | 2020                | 2   | 0 | - | - | - | - | 2   | 0 | 0,00 |
| Agropecuario Argentina | 2.ª                 | 2021                | 7   | 0 | - | - | - | - | 7   | 0 | 0,00 |
| Agropecuario Argentina | Total club          | Total club          | 9   | 0 | - | - | - | - | 9   | 0 | 0,00 |
| Total en su carrera | Total en su carrera | Total en su carrera | 135 | 4 | 5 | 0 | - | - | 140 | 4 | 0,02 |
| (1) Las copas nacionales se refiere a la Copa Argentina y a la Copa de la Liga Profesional. (2) Las copas internacionales se refiere a la Copa Libertadores y a la Copa Sudamericana. (3) Media de goles por encuentro. No incluye goles en partidos amistosos. |                     |                     |     |   |   |   |   |   |     |   |      |